# Барицо ди Сопра (Салерно)
Барицо ди Сопра је насеље у Италији у округу Салерно, региону Кампанија.
Према процени из 2011. у насељу је живело 22 становника. Насеље се налази на надморској висини од 22 м.